# Пон-л'Евек (сир)
Пон-л'Евек (також називають українською Пон-Левек) належить до м'яких сирів з коров'ячого молока з відмитою скоринкою. Квадратна форма дозволяє легко відрізняти його від інших нормандських сирів. Обсяги виробництва пон-л'Евек значно менші, ніж у камамбера і ліваро. Щобільше, він входить до списку французьких сирів, від яких ще не відведена загроза їхнього поступового зникнення і втрати традицій виготовлення. Пон-л'Евек — це досить пахучий сир з яскраво вираженим смаком. Гострота смаку, так само як і колір скоринки, залежить від терміну дозрівання.

## Історія
Вперше цей сир було згадано в монастирських літописах XII століття. Можливо, і придумали його монахи, як це нерідко траплялося в історії. Тоді його називали «angelon» або «angelot» — «янголятко» (так само називалась старовинна французька монета). До XVI століття його назва перетворилась в «augelot» — «ожелочек» (тобто сир, котрий роблять в місцевості Пеї д'Ож (Pays d'Auge)). Сучасна назва Пон-л'Евек за назвою невеликого містечка в Нижній Нормандії з'явилось, приблизно, в XVII столітті. У XVIII столітті Пон-л'Евек уже широко був відомий за межами Нормандії і навіть експортувався до інших країн.

## Виготовлення
Виготовлення Пон-л'Евек дозволено в департаментах Нормандії, а також у розташованому південніше департаменті Майєн. Центром цього району залишається департамент Кальвадос (Calvados), що вважається батьківщиною Пон-л'Евек. Виробляється цілий рік.
Традиційна форма Пон-л'Евек — квадрат зі стороною 10,5–11,5 см. В цей час також зустрічаються маленькі сири зі стороною 8 см, а також великі (так звані «подвійні») зі стороною до 21 см.
Сир отримав статус контрольованого за місцем походження (AOC) в 1975 році.